# Nguyễn Đức Sáu
Nguyễn Đức Sáu (sinh ngày 12 tháng 9 năm 1954) là một chính trị gia người Việt Nam. Ông hiện là đại biểu quốc hội Việt Nam khóa XIV nhiệm kì 2016-2021, thuộc đoàn đại biểu quốc hội Thành phố Hồ Chí Minh. Ông đã trúng cử đại biểu quốc hội năm 2016 ở đơn vị bầu cử số 5, Thành phố Hồ Chí Minh (gồm quận Tân Bình và quận Tân Phú) với tỉ lệ 57,39% số phiếu. Ông hiện là Phó Bí thư Đảng đoàn, Phó Chủ tịch Thường trực Hội Luật gia Thành phố Hồ Chí Minh.

## Xuất thân
Nguyễn Đức Sáu sinh ngày 12 tháng 9 năm 1954 quê quán ở Xã Thanh Hải, huyện Thanh Hà, tỉnh Hải Dương. 
Ông hiện cư trú ở Số 002, Chung cư H3, đường Hoàng Diệu, phường 6, quận 4, Thành phố Hồ Chí Minh.

## Giáo dục
- Giáo dục phổ thông: 10/10
- Cử nhân Luật
- Cao cấp lí luận chính trị

## Sự nghiệp
Ông gia nhập Đảng Cộng sản Việt Nam vào ngày 06/4/1975.
Ông hiện là Phó Bí thư Đảng đoàn, Phó Chủ tịch Thường trực Hội Luật gia Thành phố Hồ Chí Minh.
Ông đang làm việc ở Hội Luật gia Thành phố Hồ Chí Minh.